# Шантимвож
Шантимво́ж або Шанти́м-Вож або Шонтемво́ж (рос. Шантымвож, Шантым-Вож, Шонтэмвож) — річка в Республіці Комі, Росія, ліва притока річки Ілич, правої притоки річки Печора. Протікає територією Троїцько-Печорського району.
Річка починається на західних схилах гори Кузь-Чугра (висота 554 м), протікає на південний захід, захід та південний захід.